# (32757) 1981 EP18
1981 EP18 (asteroide 32757) é um asteroide da cintura principal. Possui uma excentricidade de 0.12136700 e uma inclinação de 8.52420º.
Este asteroide foi descoberto no dia 2 de março de 1981 por Schelte J. Bus em Siding Spring.